# Amolita solitaria
Amolita solitaria là một loài bướm đêm trong họ Erebidae.